# Zespół larwy skórnej wędrującej
Zespół larwy skórnej wędrującej (łac. – syndroma larvae migrantis cutaneae, larva migrans cutanea) – zespół typowych zmian skórnych, o wyglądzie kanalików, któremu towarzyszy wyraźny odczyn zapalny pod postacią zaczerwienienia, wywoływany przez wędrujące larwy różnych gatunków tęgoryjców (nicieni), zwykle tęgoryjca Ancylostoma brasiliense. Człowiek nie jest gospodarzem tych pasożytów i poza manifestacją skórną nie dochodzi do zakażenia narządów wewnętrznych i innych objawów.

## Przebieg zakażenia
Człowiek zaraża się poprzez kontakt z ziemią zanieczyszczoną odchodami kotów i psów. Zakażenia są szczególnie częste u dzieci i osób zawodowo narażonych na kontakt z ziemią. Larwy tęgoryjców nie osiągają dojrzałości płciowej u człowieka i zwykle giną samoistnie po kilku, kilkunastu tygodniach, nawet bez leczenia.

## Objawy chorobowe
Na pograniczu skóry i naskórka pojawia się zaczerwienienie i obrzęk, który następnie się rozszerza, gdyż larwa wędruje z częstością kilku centymetrów na dobę, tworząc charakterystyczne pozakręcane, wyniosłe ponad skórę kanaliki. Zmiany skórne charakteryzują się bardzo intensywnym swędzeniem. W późniejszym czasie w obrębie zmian skórnych mogą pojawiać się pęcherzyki lub pęcherze. Chorobie towarzyszy eozynofilia.

## Leczenie
Choroba ustępuje samoistnie po naturalnej śmierci larwy. Jednakże stosuje się leczenie, gdyż zmniejsza ono intensywność świądu. W leczeniu można stosować:
- tiabendazol (25 miligramów na kilogram masy ciała 2 x dziennie), który może być również stosowany miejscowo na skórę[2]
- albendazol (200 miligramów 2 x dziennie przez 2 dni)
- iwermektyna (25 mikrogramów na kilogram jednorazowo)